# Paralissotes triregius
Paralissotes triregius is een keversoort uit de familie vliegende herten (Lucanidae). De wetenschappelijke naam van de soort is voor het eerst geldig gepubliceerd in 1963 door Holloway.